# 암만 성채

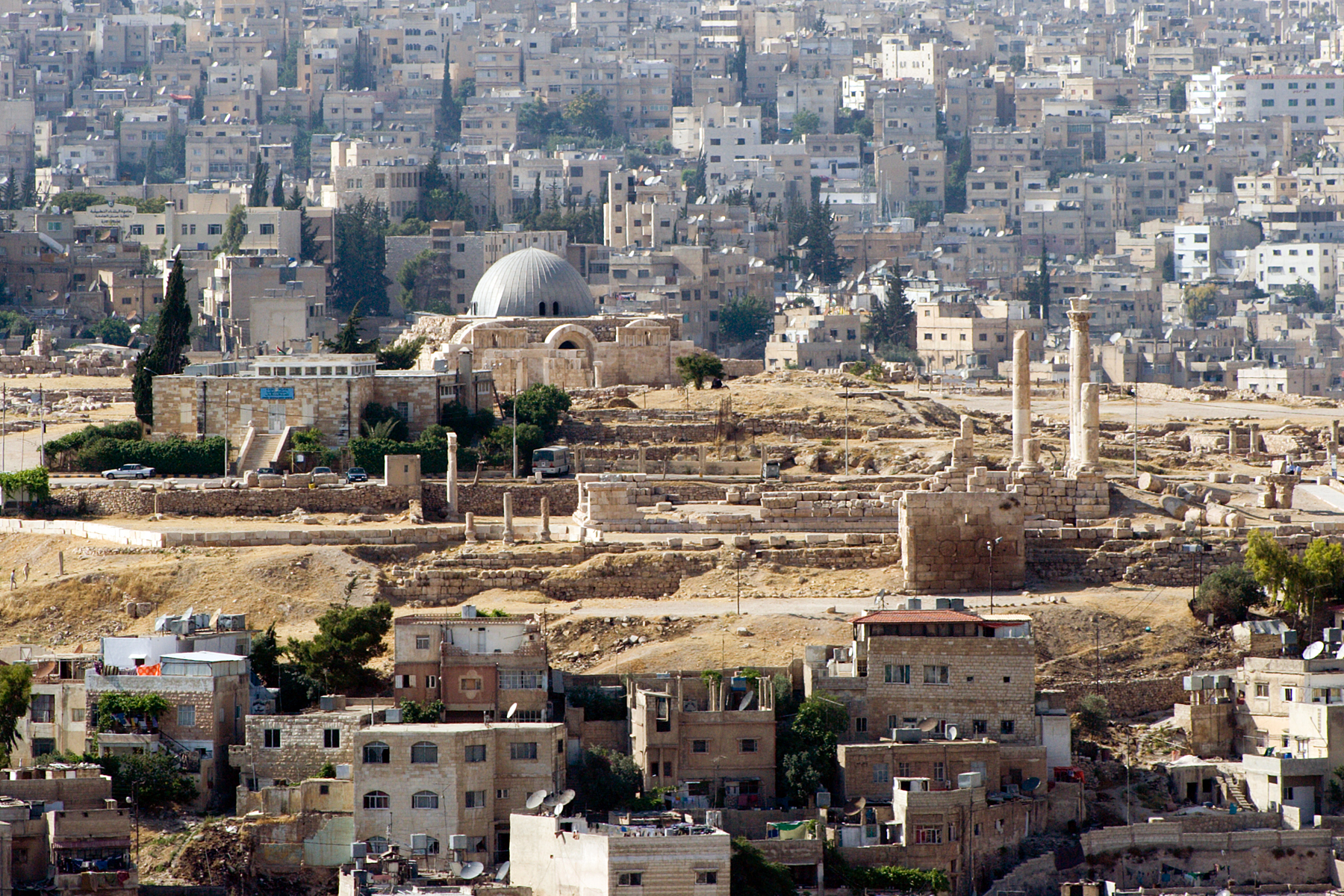

암만 성채는 요르단의 다운타운 암만의 중심부에 위치한 역사적인 지역이다.
로마 극장 반대편 언덕을 따라 올라가면 꼭대기에 옛 성터가 있는데 암만의 전경이 멋있게 펼쳐지는 곳이다. 현재는 폐허로 잔재들만 남아 있지만 한창 복구공사가 진행 중이다. 2세기 지어진 헤라클레스 신전(The temple of Hercules)은 일부가 복원되어 있는데 마르쿠스 아우렐리우스 황제를 위해 세워졌다고 한다.입구부터 도시까지 계단으로 연결되었다고 하나 지금 계단의 흔적은 찾을 수 없다. 그 외에도 청동기 시대의 성채부터 로마 시대의 방어성벽, 우마이야 왕조의 왕궁(기원후 8세기) 및 주거지, 6세기의 비잔틴 교회 등 현재 활발하게 복원작업이 진행 중이거나 발굴을 기다리고 있다.